# Ashton Irwin
Ashton Fletcher Irwin (nascido a 7 de julho de 1994) é um músico australiano, mais conhecido por ser o baterista da banda de pop rock 5 Seconds of Summer . Desde 2014, 5 Seconds of Summer vendeu mais de 10 milhões de álbuns, mais de 2 milhões de bilhetes para shows em todo o mundo e ultrapassou os 7 bilhões de streams, tornando-os uma das exportações musicais australianas de maior sucesso da história.    

## Início de Vida
Ashton Fletcher Irwin nasceu a 7 de julho de 1994 em Hornsby, Nova Gales do Sul . O seu pai, americano, deixou a família quando Irwin tinha dois anos. A sua mãe, Anne-Marie, lutava contra o alcoolismo,  e, como resultado, ele passou a infância "saindo com pessoas bêbadas em pubs".  Mais tarde, ele elaborou: "Minha educação é [...] interessante, eu não tive um pai, minha mãe lutou contra o alcoolismo a vida toda. Eu cresci meio que criando outras pessoas... Eu tive que ser implacavelmente positivo e tenho uma mente muito deprimida".  Irwin frequentemente mudava de casa quando era criança, residindo principalmente em Richmond e Windsor .  A mãe de Irwin "não tinha muito dinheiro" e, como resultado, Irwin "lutava para comer de semana para semana". 
O tio de Irwin era baterista de uma banda de death metal e o seu padrasto tocava bateria numa uma banda de punk rock .  Irwin aprendeu a tocar bateria aos nove anos de idade, depois de pedir ao padrasto que o ensinasse.  Irwin ajudou a criar os seus meios-irmãos mais novos, Harry e Lauren, enquanto estudava na Richmond High School, onde se formou em 2012.  Durante os anos de ensino médio, antes da formação do 5 Seconds of Summer, Irwin formou uma banda de jazz-funk chamada "Swallow the Goldfish" com os seus colegas de turma.   Finalmente, saindo da banda, Irwin fez um ano de ensino superior em uma faculdade TAFE, estudando música, antes de escolher sair devido ao seu compromisso com o 5 Seconds of Summer .  

## Carreira
No fim de 2011, Irwin recebeu uma mensagem no Facebook do amigo e futuro companheiro de banda, Michael Clifford, perguntando se ele estaria interessado em tocar música com ele, Calum Hood e Luke Hemmings . Irwin concordou, juntando-se ao trio e compartilhando covers de músicas no canal de Hemmings no YouTube e formando oficialmente os 5 Seconds of Summer .  Depois de meses, a banda começou a atrair o interesse de grandes gravadoras e editoras e assinou um contrato de publicação com a Sony/ATV Music Publishing .  Irwin lançou, desde então, cinco álbuns de estúdio com a banda, cada um com sucesso mundial: 5 Seconds of Summer (2014), Sounds Good Feels Good (2015), Youngblood (2018), Calm (2020) e 5SOS5 (2022). 
Além da banda, Irwin compôs e forneceu instrumentação para outros artistas, incluindo Andy Black, The Faim e Makeout .  
A 23 de setembro de 2020, Irwin anunciou o lançamento do seu primeiro álbum solo, intitulado Superbloom, que foi lançado a 23 de outubro de 2020. Foi precedido pelo single "Skinny Skinny", uma faixa sobre questões relacionadas à imagem corporal, algo que Irwin diz que "nunca confrontou de forma criativa". Irwin afirmou que "Superbloom explora as minhas filosofias e sentimentos internos sobre a caminhada da vida em que me encontrei". Ele reiterou: "It brings me the greatest joy of all that I am in a band that allows me to create freely inside and outside of it". 
Em 2024, Irwin anunciou o lançamento do seu segundo álbum solo, intitulado Blood on the Drums, que foi lançado a 17 de julho de 2024. Foi precedido pelo single "Straight to Your Heart", a faixa foi descrita como um hino alt-pop influenciado pela new wave dos anos 80 e foi coescrita e produzida por Irwin em colaboração com John Feldmann. Ao contrário de Superbloom, que foi criado durante a pandemia e focado na reflexão pessoal, Blood on the Drums tem uma perspectiva mais externa. Blood on the Drums foi lançado em duas partes: as primeiras oito faixas foram lançadas digitalmente a 12 de junho, com o álbum completo lançado em 19 de julho de 2024. 

## Vida pessoal
Irwin tem sido aberto sobre suas lutas contra o alcoolismo e é um defensor da saúde mental .   Em 2018, Irwin admitiu que durante a pausa de dois anos do 5 Seconds of Summer, ele lidou "com [seus] sentimentos no início [do hiato] apenas com álcool".  Em abril de 2020, Irwin revelou que, na época, estava sóbrio há dez meses.  Durante a turnê da banda em 2019, Irwin documentou, por meio das suas redes sociais, banhos de gelo dos quais participou antes de cada show como uma afirmação de superação de seu abuso de substâncias . 
Irwin namorou anteriormente a modelo Bryana Holly, com o casal namorando por um ano antes de se separar em junho de 2016.  Em 2018, Irwin começou um relacionamento intermitente com a blogueira de moda e fotógrafa Kaitlin Blaisdell.  Irwin está atualmente solteiro, após ter namorado com a artista Pérola Navarro em 2024.
Em 2017, foi relatado que Irwin comprou uma mansão de cinco quartos no bairro de Hollywood Hills, em Los Angeles .  Em 2018, foi relatado que Irwin havia comprado uma segunda propriedade, uma cobertura, em West Hollywood .  Em 2020, o patrimônio líquido de Irwin era estimado em US$ 20 milhões ( USD ). 

## Discografia

### Álbuns de estúdio
| Título             | Detalhes do álbum                                                                                                  | Posições de pico no gráfico | Posições de pico no gráfico | Posições de pico no gráfico |
| Título             | Detalhes do álbum                                                                                                  | Austrália                   | Reino Unido Down.           | EUA                         |
| ------------------ | --- | --------------------------- | --------------------------- | --------------------------- |
| Superbloom         | - Lançado: 23 de outubro de 2020 - Formato: CD, download digital, streaming - Gravadora: AI Music Group            | 37                          | 36                          | 77                          |
| Blood on the Drums | - Lançado: 19 de julho de 2024 - Formato: vinil, download digital, streaming - Gravadora: Ashton Irwin Music Group | —                           | —                           | —                           |

### Álbuns ao vivo
| Título                        | Detalhes do álbum                                                                                        |
| ----------------------------- | --- |
| Superbloom: a Live Experience | - Lançado: 20 de novembro de 2020 - Formato: CD, download digital, streaming - Gravadora: AI Music Group |

### Singles
| Título                             | Ano  | Álbum              |
| ---------------------------------- | ---- | ------------------ |
| "Skinny Skinny"                    | 2020 | Superbloom         |
| "Have U Found What Ur Looking For" | 2020 | Superbloom         |
| "Scar"                             | 2020 | Superbloom         |
| " Heart Shaped Box "               | 2020 | Non-album single   |
| "Straight to Your Heart"           | 2024 | Blood on the Drums |
| "The Canyon"                       | 2024 | Blood on the Drums |

### Créditos de composição
| Ano  | Título                     | Artista     | Álbum             | Notas                                           |
| ---- | -------------------------- | ----------- | ----------------- | ----------------------------------------------- |
| 2016 | "Drown Me Out"             | Andy Black  | The Shadow Side   | Compositor, bateria, percussão, vocais de apoio |
| 2016 | "Homecoming King"          | Andy Black  | The Shadow Side   | Compositor, bateria                             |
| 2016 | " We Don't Have to Dance " | Andy Black  | The Shadow Side   | Compositor, bateria                             |
| 2016 | "Ribcage"                  | Andy Black  | The Shadow Side   | Compositor, bateria                             |
| 2016 | "Stay Alive"               | Andy Black  | The Shadow Side   | Compositor, bateria                             |
| 2016 | "Beautiful Pain"           | Andy Black  | The Shadow Side   | Compositor, bateria                             |
| 2016 | "Broken Pieces"            | Andy Black  | The Shadow Side   | Compositor, bateria                             |
| 2017 | "Ride It Out"              | Decifrar    | The Good Life     | Compositor, bateria                             |
| 2018 | "Summer is a Curse"        | A Feira     | State of Mind     | Compositor, bateria                             |
| 2019 | "The Promise"              | Andy Black  | The Ghost of Ohio | Compositor, bateria                             |
| 2022 | "Let Me Let You Go"        | One Ok Rock | Luxury Disease    | Compositor, bateria                             |

## Videografia

### Vídeos musicais
| Ano  | Título                   | Artista             | Papel                 |
| ---- | ------------------------ | ------------------- | --------------------- |
| 2018 | "Valentine"              | 5 Seconds of Summer | Ele mesmo, Diretor    |
| 2019 | " When I Get Home "      | Ivy Levan           | Interesse amoroso     |
| 2020 | "Skinny Skinny"          | Ashton Irwin        | Ele mesmo, Diretor    |
| 2024 | "Straight to Your Heart" | Ashton Irwin        | Ele mesmo, Co-diretor |
| 2024 | "Canyon"                 | Ashton Irwin        | Ele mesmo             |

## Prêmios e indicações
| Ano  | Cerimônia de premiação | Categoria                                 | Nomeado(s)/trabalho(s)                                                                                     | Resultado | Ref. |
| ---- | ---------------------- | ----------------------------------------- | --- | --------- | ---- |
| 2020 | MusicRadar             | Best Rock Drummers in the World Right Now | style="text-align:center;background: #ddffdd;vertical-align: middle; {{{style}}}" class="table-yes2"\| 3rd | [ 48 ]    |      |